# Warren Simpson
Warren Alwyn Simpson (1921 o 1922 – Toowoon Bay, 28 giugno 1980) è stato un giocatore di snooker australiano, professionista dal 1970 al 1980.